# Вестерос (клуб по хоккею с мячом)
«Ве́стерос» (швед. Västerås SK Bandy) — шведский клуб по хоккею с мячом (швед. Bandy) из Вестероса. Выступает в Элитсерии.
Является одним из отделений спортивного клуба «Вестерос СК», среди других секций в клубе выделяется футбольная.

## История
Клуб был основан 29 января 1904 года и проводит свои матчи на стадионе «Роклунда».
«Вестерос» выиграл 20 титулов чемпиона Швеции, также на его счету семь побед в Кубке мира, что делает его самым успешным клубом в истории хоккея с мячом.
Текущий главный тренер команды — Андреас Вестман, выступавший за клуб в качестве игрока в 1992—1996 годах. Сейчас состав команды включает игроков национальной сборной Швеции Андерса Эстлинга и Андерса Брууна.

## Достижения
- Чемпион Швеции: 21

- 1923, 1924, 1926, 1942, 1943, 1948, 1950, 1960, 1972/73, 1988/89, 1989/90, 1992/93, 1993/94, 1995/96, 1997/98, 1998/99, 2000/01, 2008/09, 2014/15, 2015/16, 2022/23

- Вице-чемпион Швеции: 17

- 1922, 1925, 1927, 1929, 1932, 1935, 1936, 1944, 1946, 1947, 1959, 1977/78, 1990/91, 1996/97, 2001/02, 2013/14, 2018/19, 2024/2025

- Обладатель Кубка Швеции: 2

- 2015, 2018

- Финалист Кубка Швеции: 3:

- 2013, 2017, 2019

- Обладатель Кубка мира: 7

- 1987, 1989, 1994, 1997, 2000, 2014, 2016

- Финалист Кубка мира: 3

- 1976, 1995, 1998

- Обладатель Кубка европейских чемпионов: 5

- 1990, 1993, 1994, 1996, 1998

- Финалист Кубка европейских чемпионов: 3

- 1989, 2001, 2009

## Известные игроки
- Ринат Шамсутов
- Андреас Бергвалл (также играл за «Динамо-Казань»)
- Микаэль Карлссон[англ.] (также играл за архангельский «Водник»)
- Андерс Эстлинг (также играл за «Динамо-Казань»)
- Андерс Бруун (также играл за ульяновскую «Волгу»)